# Xiao Yanling
Xiao Yanling (chin. upr. 萧艳玲, chin. trad. 蕭艷玲, pinyin Xiāo Yànlíng; ur. 27 kwietnia 1968) – chińska lekkoatletka, dyskobolka.

## Osiągnięcia
- złoto Uniwersjady (Sheffield 1991)
- 5. miejsce podczas igrzysk olimpijskich (Atlanta 1996)
- brązowy medal mistrzostw Azji (Fukuoka 1998)
- dwukrotnie najlepsze rezultaty w danym roku na świecie (1992 & 1997)

## Rekordy życiowe
- Rzut dyskiem – 71,68 (1992) rekord Azji